# Girostemonàcies
Gyrostemonaceae és una família de plantes dins l'ordre Brassicales. Comprèn 6 gèneres, en total amb unes 18 espècies. Totes són endèmiques de les parts temperades d'Austràlia. Són arbusts o arbrets amb les fulles petites sovint estretes i les flors petites. Són anemòfiles.